# Meloboris marginata
Meloboris marginata là một loài tò vò trong họ Ichneumonidae.